# Montanoceratops
Montanoceratops cerorhynchus
Genre
Espèce
Montanoceratops est un genre éteint de dinosaures cératopsidé du Crétacé supérieur ayant vécu dans ce qui est aujourd'hui le Canada. Le type et seule espèce est Montanoceratops cerorhynchus.

## Description

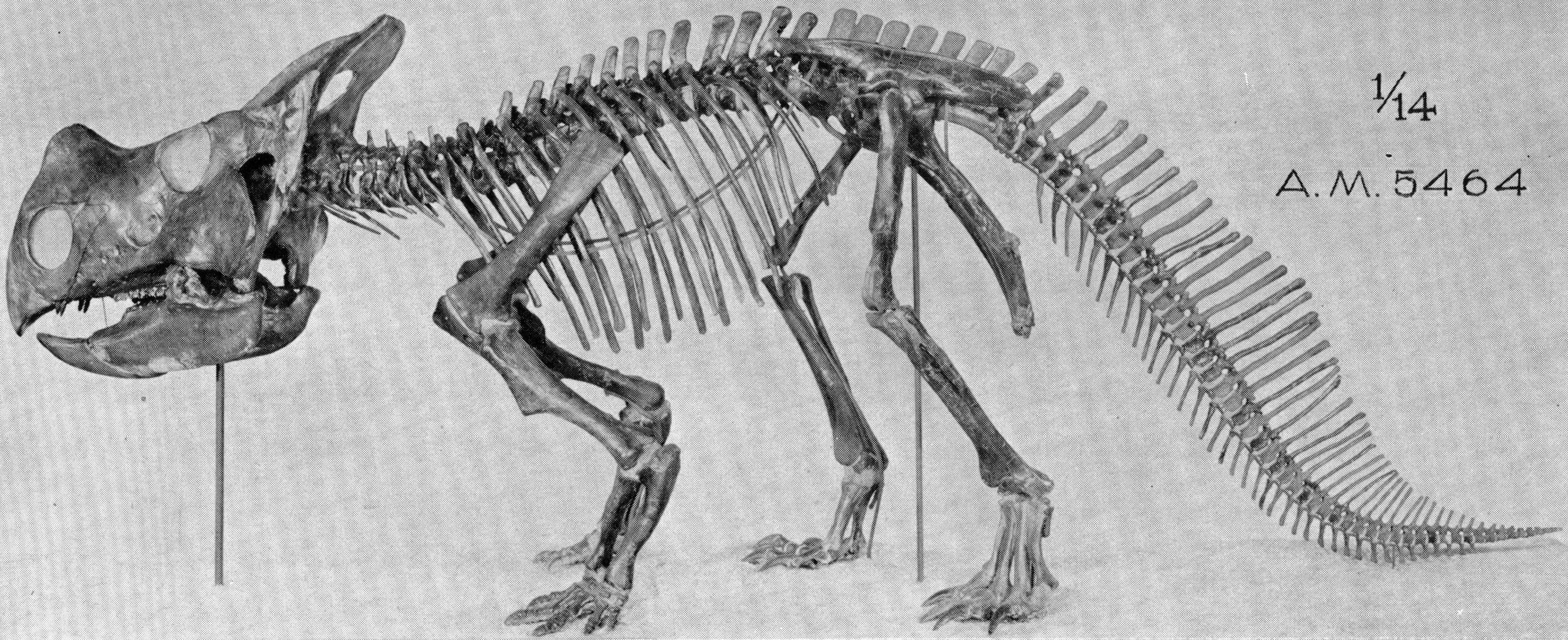
Reconstitution ancienne et erronée de Montanoceratops avec une « corne » sur le nez par l'ajout d'un os qui en fait appartient à la joue.

Montanoceratops était un Ceratopsia typique à bien des égards, se distinguant des espèces plus tardives par la présence de griffes, plutôt que de sabots, et en ayant des dents dans sa mâchoire, plutôt qu'un bec édenté. On pensait autrefois qu'il avait une corne sur le nez, mais c'était une corne de joue mal placée.
Selon Brown et Schlaikjer (1935), Montanoceratops peut être distingué sur la base des caractéristiques suivantes : 
- l'os nasal est proportionnellement gros, profond, lourd et avec partie centrale osseuse des cornes très développé
- le dentaire est long avec une marge ventrale droite

## Classification
Montanoceratops est classé dans la famille des Leptoceratopsidae,.